# 劍閣香沉寺
劍閣香沉寺位於四川省廣元市劍閣縣，文物遺址年代判定為元至清。2012年7月16日公佈為第八批四川省文物保護單位。
香沉寺位於四川省廣元市劍閣縣香沉鎮躍進社區，座東向西。始建於元代。（大佛殿抬梁存有“大元國四川道廣元路思都鄉母大成建”墨書題記）。現存建築由天王殿（前殿），大佛殿（正殿居中），觀音殿（後殿），左右廂房五部分組成。整體建於中軸線上，呈四合院佈局，建築占地622平方公尺。天王殿面闊三間，明代修建，懸山頂，小青瓦屋面，抬梁式梁架。大佛殿面闊三間，元代建造，歇山頂，小青瓦屋面，抬梁式井字形梁架。簷下施四鋪作鴨舌斗拱六朵。觀音殿，清代修建，面闊五間，重簷歇山頂，小青瓦屋面，穿逗式梁架。左右廂位於天王殿兩側，清代修建，皆懸山頂，抬梁式梁架，小青瓦屋面。現存左廂三間，右廂一間。香沉寺整體結構保存完好，是四川少見的元明時期寺廟建築群，對進一步研究元明時期佛教文化在四川的傳播、發展及寺廟建築藝術提供了珍貴的實物資料。